# Джубили Хилс
Джубили Хилс (англ. Jubilee Hills) — роскошный район в западном Хайдарабаде, Телангана. Одна из самых дорогих коммерческих и жилых зон в Индии с первичной стоимостью земли поднимающейся до ₹ 142 000 (USD 2100) за квадратный метр. Цены на аренду вдоль дорог №36 и №37 колеблются в диапазоне от 100—200 рупий за квадратный фут.
Идея создания Джубили Хилс возникла в 1963 году.
В 1967 году сотрудника индийской административной службы Чалладалла Нарасимхама пригласили стать президентом проекта и «помочь правильному развитию поселения». Его посчитали лучшим человеком для этого места, так как он уже спланировал и построил несколько поселений в Мадрасе. На тот момент Джубили Хилс представлял собой холмистую местность без каких-либо построек. Семья Ч. Нарасимхама была первой семьей, построившей дом в Джубили Хилс и заселившейся в него, став первыми жителями района. К 1980 году в районе были построены 350 домов, после чего начался экспоненциальный рост площади застройки.
Сейчас Джубили Хилс служит домом для многочисленных мировых брендов класса люкс, корпоративных штаб-квартир, передовых больниц, стартапов и национально известных магазинов модной одежды и аксессуаров. Район также является местом размещения Фильм Нагара, центра киноиндустрии на языке телугу (Толливуд), и нескольких известных киностудий, таких как Suresh Productions, Padmalaya Studios и Annapurna Studios. Здесь также проживает большинство актёров Толливуда, бизнес-магнатов и ведущих политиков.
На юге-востоке района находится Национальный парк КБР, занимающий площадь 1,58 км², который является одним из крупнейших городских национальных парков в Индии.
Другими популярными местами отдыха служат искусственный пруд Lotus Pond, озера Дургам Черуву («Замковый пруд») и Хакимпет Курва.
Джубили Хиллз — один из главных центров политической активности Хайдарабада, а также штатов Телангана и Андхра-Прадеш.
В этом районе города проживает наибольшее количество избирателей.
Здесь были построены штаб-квартиры партий Телангана Раштра Самитхи,
Телугу Десам
и Праджа Раджьям.
Время от времени здесь проходят крупномасштабные правительственные митинги.
Несмотря на то, что район считается одним из наиболее престижных в городе, 80 % его населения живут в трущобных кварталах.
Жители трущоб создают в районе антисанитарные условия, загрязняя его мусором, и вызывают опасения в своей безопасности у жителей соседних благополучных домов.
Однако они пользуются поддержкой политических лидеров, который способствуют сохранению за ними права на проживание.
В настоящий момент в Джубили Хилс планируется построить пять многоуровневых эстакад возле парка КБР, в месте где встречаются шесть разных дорог, для чего ведётся выкуп земли.

## Галерея

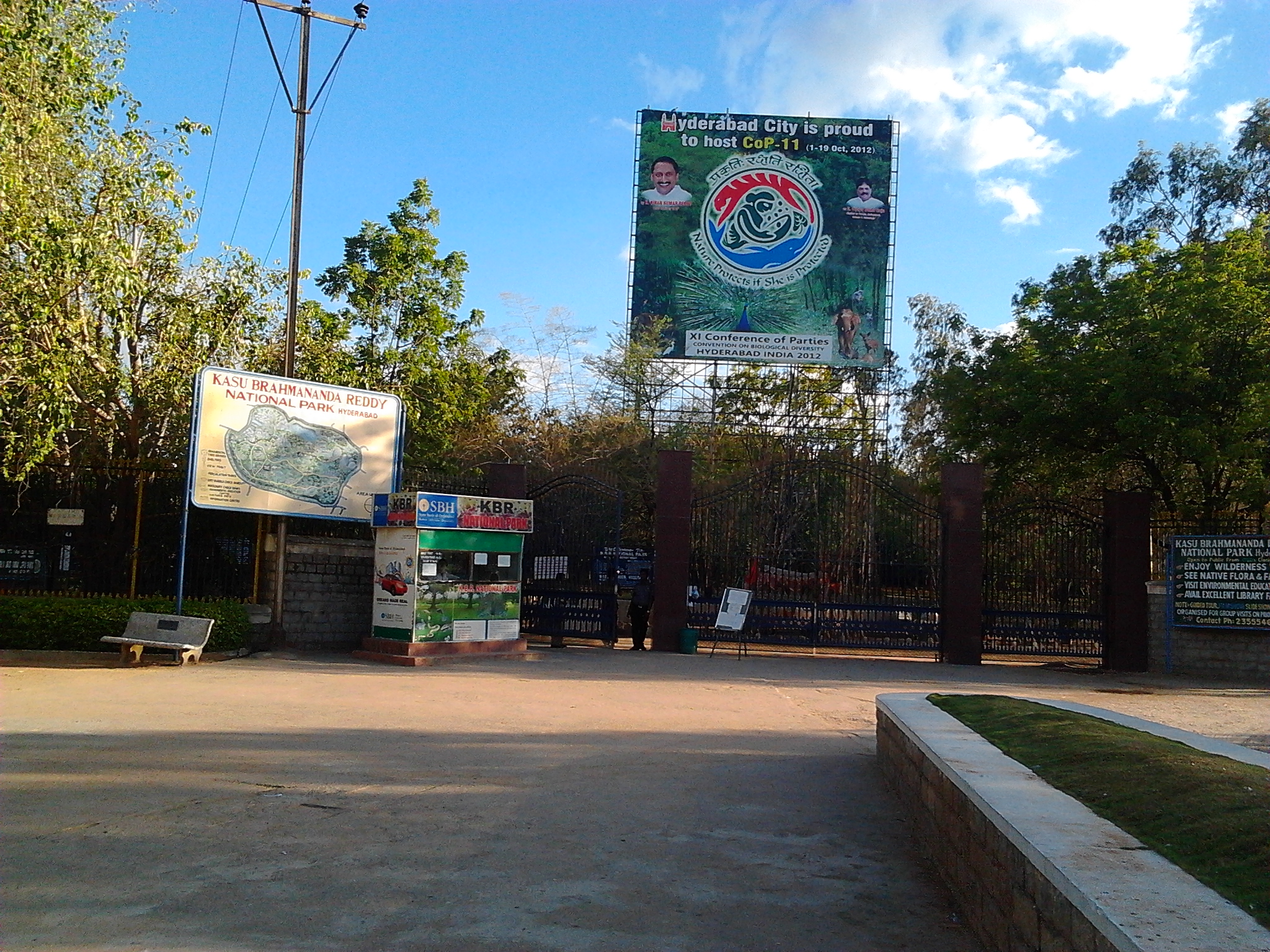
Национальный парк КБР
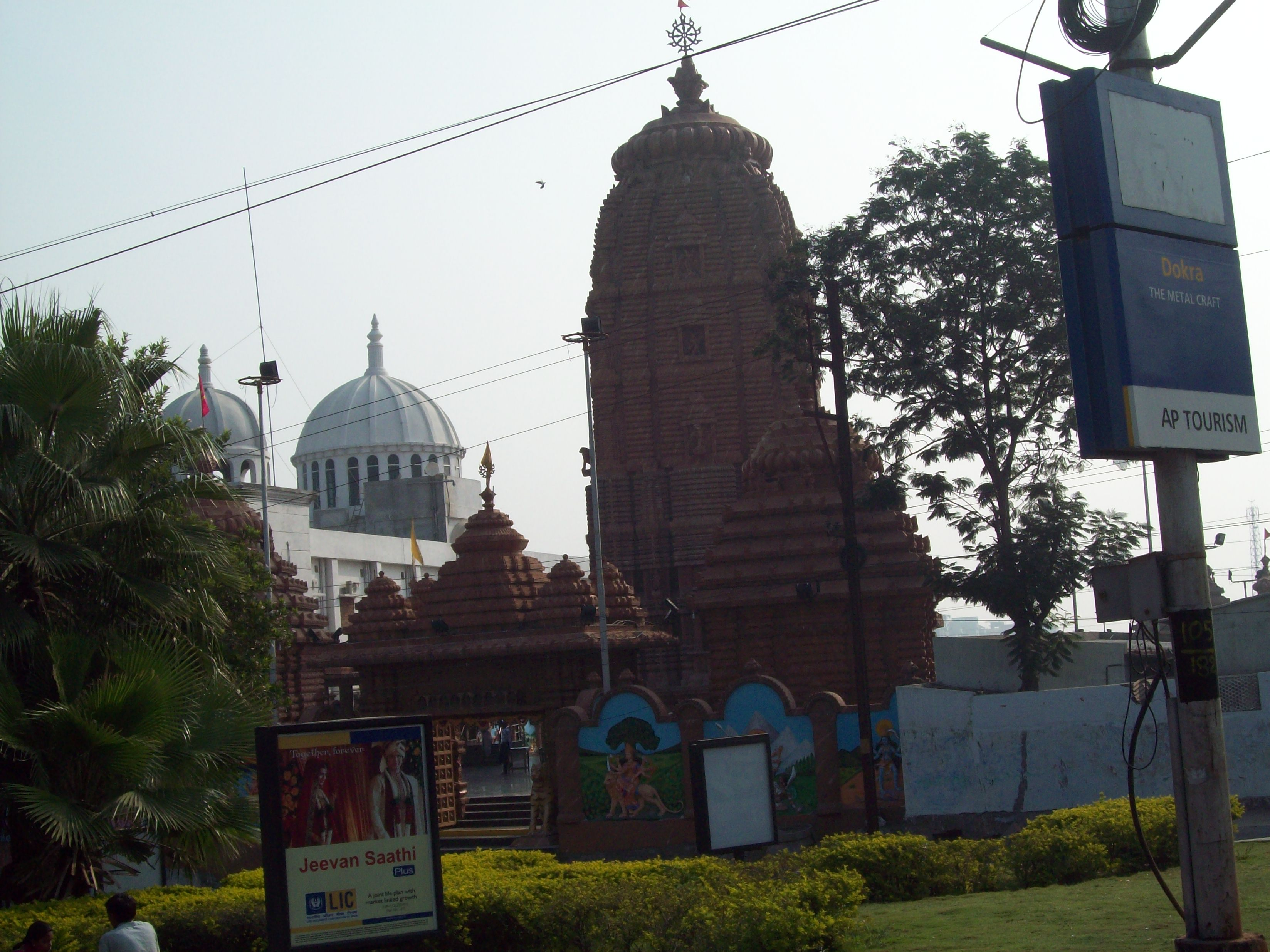
Храм Джаганнатха
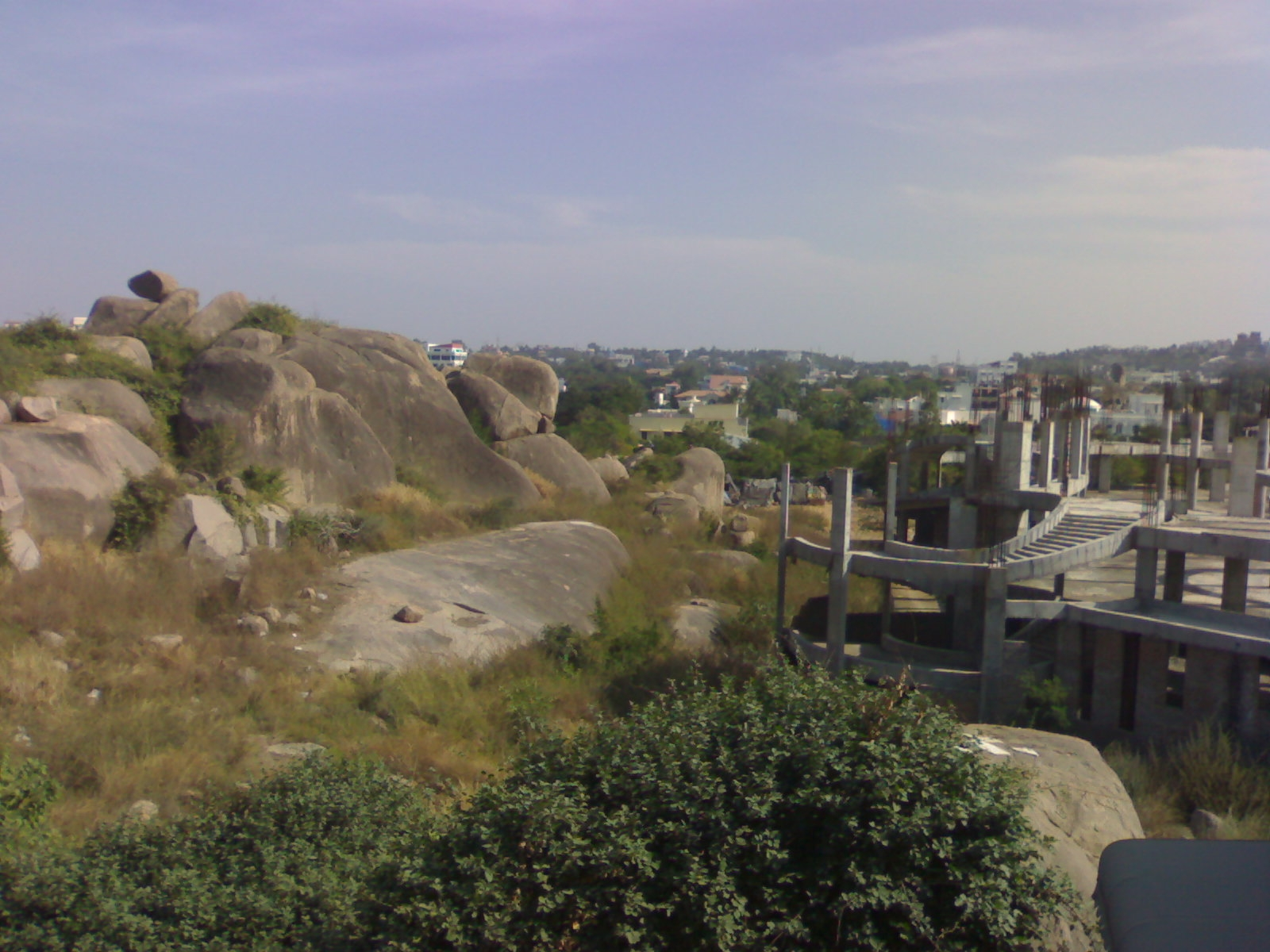
Скалистая местность
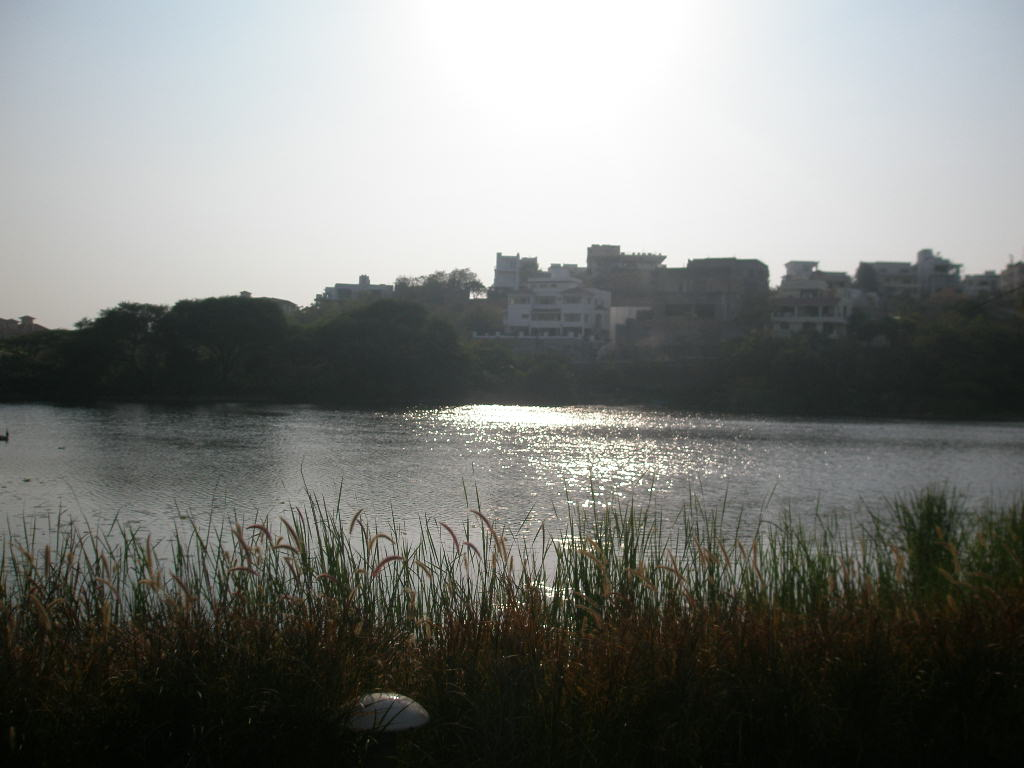
Искусственный пруд Lotus Pond